# Tayrona blenny
The tayrona blenny (Coralliozetus tayrona) là một loài cá thuộc họ Chaenopsidae. Nó là loài đặc hữu của Colombia.